# Арбейтер, Арго
Арго Арбейтер (эст. Argo Arbeiter; род. 5 декабря 1973, Вильянди) — эстонский футболист, нападающий, футбольный тренер. Выступал за национальную сборную Эстонии.

## Биография

### Клубная карьера
Воспитанник футбольной секции г. Вильянди, тренер — Лео Ира. В 1992 году начал играть за главную команду города — «Тулевик» в высшей лиге Эстонии. В ходе сезона 1992/93 перешёл в таллинскую «Флору», но в составе не закрепился и большую часть контракта провёл в аренде в других клубах высшего и первого дивизиона.
В 1998 году перешёл в финский клуб «КТП», с которым поднялся из первого дивизиона в высший. За два сезона в высшем дивизионе Финляндии сыграл 39 матчей и забил 5 голов. Полсезона в 2001 году выступал за другой финский клуб — «Яро» в первом дивизионе.
В 2002 году перешёл в «Левадию», в её составе становился чемпионом (2004), серебряным и бронзовым призёром чемпионата Эстонии, обладателем Кубка страны (2004). По окончании сезона 2004 года завершил профессиональную карьеру, впоследствии выступал за любительские клубы третьего-пятого дивизионов.
Всего в высшем дивизионе Эстонии сыграл в 151 матче и забил 62 гола.

### Карьера в сборной
В 1994—1995 годах выступал за молодёжную сборную Эстонии.
В национальной сборной дебютировал 29 марта 1995 года в матче со Словенией, заменив на 77-й минуте Герта Олеска. Первые голы забил 13 ноября 1996 года в ворота сборной Андорры (6:1), отличившись сразу четырьмя мячами в течение двадцати минут. Всего за сборную сыграл в 1995—2000 годах 29 матчей и забил 6 голов.
В 1996 году получил ежегодную награду «Серебряный мяч» за самый красивый гол, забитый в составе сборной Эстонии.

### Тренерская карьера
Начал тренерскую карьеру в любительском клубе «Эстон Вилла». В 2009—2016 годах работал в структуре «Левадии», в том числе в 2012—2016 годах возглавлял молодёжную команду. В июле-ноябре 2016 года работал главным тренером «Флоры». В ноябре 2017 года возглавил клуб первого дивизиона «Калев» (Таллин).